# تپه ولینجق
تپه ولینجق مربوط به هزاره دوم و اول قبل از میلاد است و در شهرستان عجب شیر، بخش مرکزی، روستای ولینجق واقع شده و این اثر در تاریخ ۱۲ بهمن ۱۳۸۱ با شمارهٔ ثبت ۷۳۶۰ به‌عنوان یکی از آثار ملی ایران به ثبت رسیده است.